# Veronika Petrovici
Veronika Petrovici, née le 23 juillet 1934 et morte le 2 avril 2023, est une chirurgienne allemande d'origine roumaine, professeur de Chirurgie Plastique et Reconstructive à l'Université de Cologne (Allemagne), spécialiste dans le traitement des angiomes et des malformations vasculaires.

## Biographie
Veronika Petrovici fréquente le lycée scientifique à Slatina et obtient en 1952 le baccalauréat. Après avoir fini ses études de médecine à l'Université de Bucarest (Roumanie), on lui décerne en 1959 le titre de Docteur ès médecine avec une thèse sur l''Épilepsie dans les maladies cérébro-vasculaires. Elle s'est spécialisée en chirurgie plastique et reconstructive pendant les années 1960-1965. 
En 1969 elle se transfère en Allemagne et commence son activité dans la Clinique de Chirurgie Plastique de l'Université de Cologne, sous la direction de Josef Schrudde (de). En 1982 elle reçoit la venia vegendi avec une dissertation sur la Classification et la thérapie des angiomes cutanées et en 1988 elle est nommée professeur de Chirurgie Plastique à la faculté de médecine de l'Université de Cologne.
Veronika Petrovici est membre active dans nombreuses sociétés scientifiques: International Society for Burn Injuries, Verein der Deutschen Plastischen Chirurgen, Società Italiana di Chirurgia Plastica ed Estetica, Deutsche Gesellschaft für Senologie. Elle est membre honoraire de l' Académie Roumaine de Sciences Médicales, de l' International Society for the Study of Vascular Anomalies, de Jordanian Society for Plastic and Reconstructive Surgery.   